# تام کریستنسن
تام کریستنسن (زاده ۷ ژوئیه ۱۹۶۷) یک راننده سابق مسابقات اتومبیلرانی دانمارکی است. او رکورد بیشترین برد در مسابقه مسابقات ۲۴ ساعته لو مان با ۹ برد دارد که شش تای آنها متوالی (از سال ۲۰۰۰ تا ۲۰۰۵) بوده است. در سال ۱۹۹۷، او در مسابقه با تیم جوئست ریسینگ حضور پیدا کرد و با خودرو WSC95 طراحی شده توسط تام والکینشاو ریسینگ و با تیم پورشه، پیروز این مسابقه شد. تمام بردهای بعدی او با خودرو نمونه اولیه (پروتوتایپ) آئودی به دست آمد، به جز سال ۲۰۰۳ که با یک خودرو پروتوتایپ بنتلی برنده این مسابقه طاقت فرسا شد. در هر دو سال ۱۹۹۹ و ۲۰۰۷، تام کریستنسن در ساعات پایانی مسابقه به دلیل تصادف از رده امتیازی مسابقه خارج شد. بسیاری او را بهترین راننده ای می‌دانند که در مسابقات ۲۴ ساعته لمانز شرکت کرده است.
در مسابقات دیگر نیز تام کریستنسن رکورد بیشترین پیروزی را دارد، او در مسابقه ۱۲ ساعته سیبرینگ با مجموع ۶ برد به پایان رسانده است. در اوت ۲۰۱۴ کریستنسن توسط مارگرته دوم ملکه دانمارک به عنوان شوالیه نشان دنبرو منصوب شد و این نشان را دریافت کرد. در ژانویه ۲۰۱۸، نام او به تالار مشاهیر ورزشی کشور دانمارک معرفی شد و وارد تالار اسطوره‌های کشور دانمارک شد.

## حرفه کاری
کریستنسن در شهر هوبرو کشور دانمارک به دنیا آمد. حرفه کاری او در سال ۱۹۸۴ با کسب چندین عنوان در مسابقات کارتینگ نوجوانان آغاز شد. او در اوایل دهه ۱۹۹۰ در مسابقات ژاپن مسابقه داد و همزمان در مسابقات فرمول ۳ و اتومبیل‌های تورینگ نیز شرکت کرد. او قهرمان فرمول ۳ آلمان در سال ۱۹۹۱، قهرمان فرمول ۳ ژاپن در سال ۱۹۹۳ و نایب قهرمان مسابقات اتومبیلرانی تورینگ ژاپن (JTCC) در سال‌های ۱۹۹۲ و ۱۹۹۴ نیز بوده است. او در مسابقات فرمول ۳۰۰۰ در سال ۱۹۹۶ و ۱۹۹۷ نفر ششم بود و راننده تست تیم تایرل در آخرین فصل فرمول یک در سال ۱۹۹۸ بود و برای میشلن که تایرهای فرمول ۱ را تأمین میکند با استفاده از ماشین قدیمی تیم مهندسی جایزه بزرگ ویلیامز در سال ۲۰۰۰ آماده می‌کردند رانندگی کند. او در جام اس‌تی‌دبلیو در آلمان در سال ۱۹۹۹ سوم شد، در مسابقات قهرمانی اتومبیل‌های تورینگ بریتانیا در سال ۲۰۰۰ رتبه هفتم را کسب کرد و در هر دو سال برنده مسابقات ۱۲ ساعته سیبرینگ نیز شد. کریستنسن همچنین در در هر دو سری مسابقات دی‌تی‌ام، از۲۰۰۴–۲۰۰۹، و همچنین مسابقات جهانی استقامتی از سال ۲۰۱۲ تا زمان بازنشستگی او از دنیای حرفه ای مسابقات اتومبیلرانی در سال ۲۰۱۴ بود رانندگی کرده است.

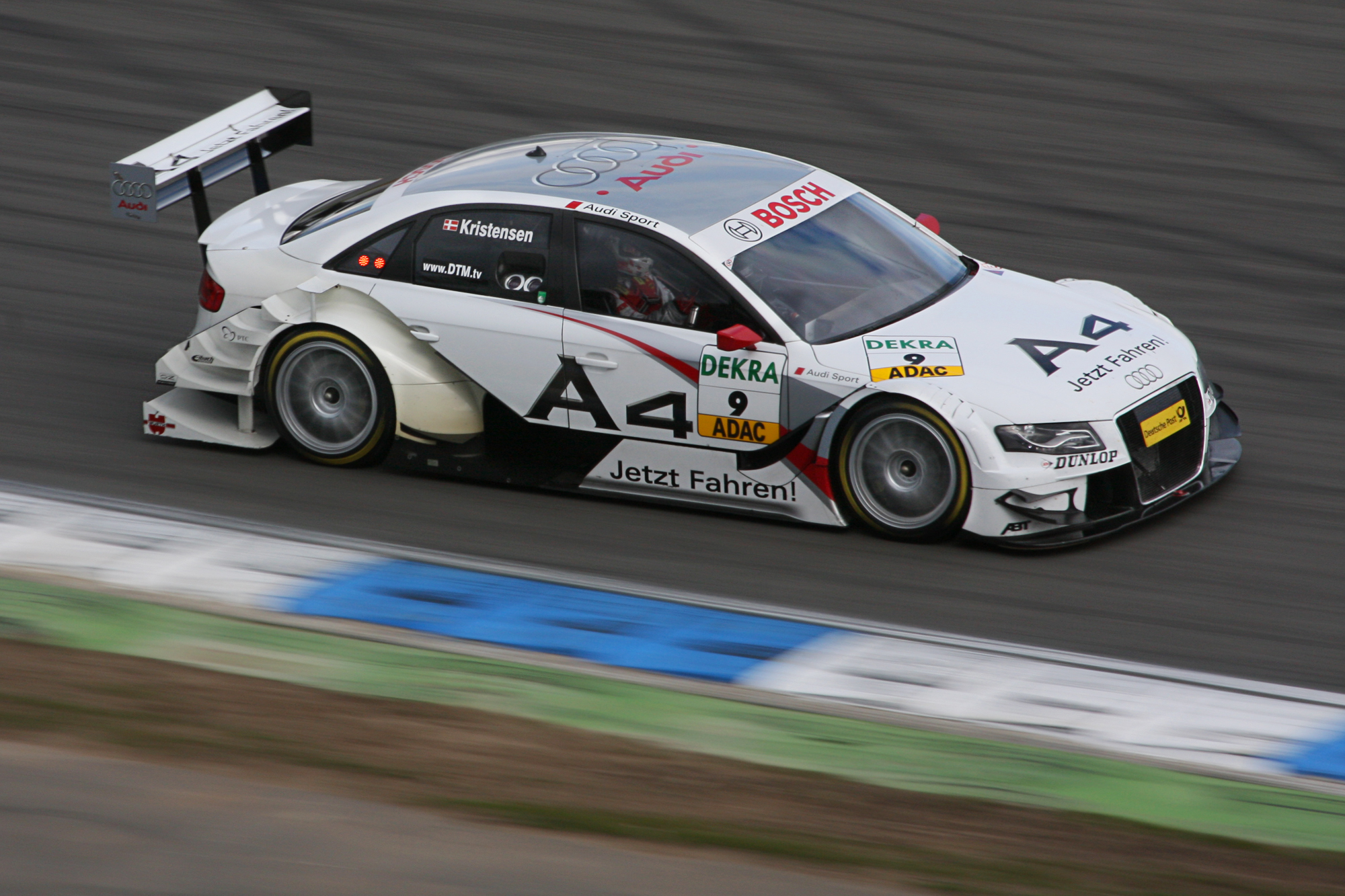
کریستنسن در حال رانندگی برای آئودی (ای‌بی‌تی) در هاکنهایمرینگ در فصل۲۰۰۸ دی‌تی‌ام..

در ۲۲ آوریل سال ۲۰۰۷، کریستنسن هنگام مسابقه در مسیر مسابقه پیست هوکنهایمرینگ در هوکنهایم، آلمان دچار حادثه شد. این تصادف منجر به وقفه طولانی از تمرین کریستنسن شد و شرکت او در مسابقه لمانز ۲۴ ساعته ۲۰۰۷ در هاله ای از ابهام قرار گرفت. بهبودی کریستنسن به خوبی و سرعت اتفاق افتاد و توسط پزشکان کمیته برگزاری لمانز برای حضور در مسابقه مورد موافقت قرار گرفت.
در مسابقه او از یک نوع جدید لباس استفاده می‌کرد که از آسیب دیدن گردن او جلوگیری می‌کرد.

## لمانز ۲۴ ساعته

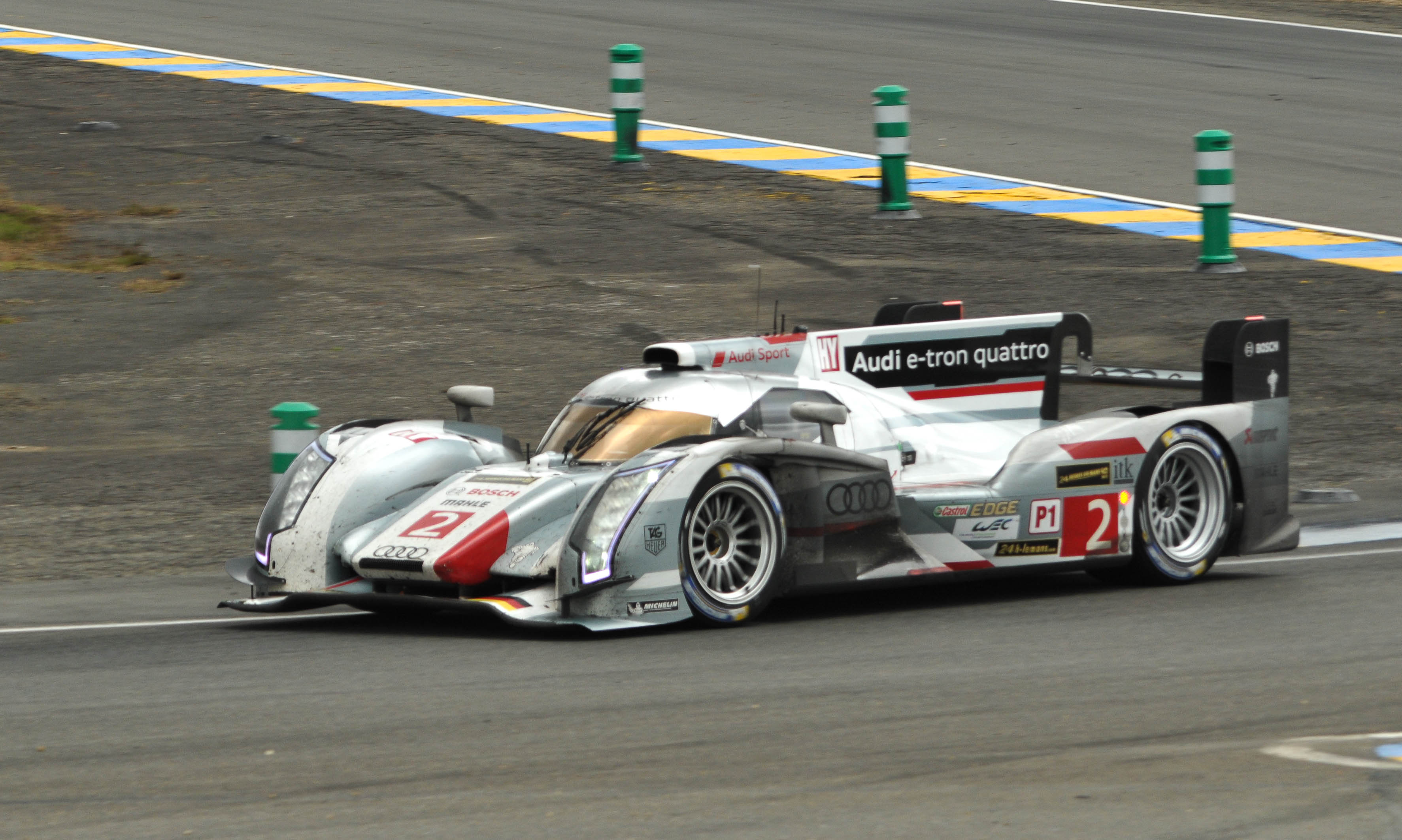
کریستنسن نهمین پیروزی خود در مسابقه ۲۴ ساعته لمانز را با آئودی آر۱۸ ای-ترون کواترو در سال ۲۰۱۳ به دست آورد.

دوران حرفه ای تام کریستنسن در پیست لا سارت در مسابقه ۱۹۹۷ آغاز شد، او که به جای دیوی جونز مصدوم در این مسابقه حاضر بود همراه با تیم جوئست ریسینگ، پورشه WSC-95 به پیروزی در این مسابقه رسید. کریستنسن در کنار میشل آلبورتو و استفان یوهانسون برای این تیم رانندگی می‌کرد.